# Zygia coccinea
Zygia coccinea  es una especie de árbol perteneciente a la familia de las leguminosas (Fabaceae). Es originaria de  Sudamérica.

## Distribución
Se encuentra en  Ecuador, Brasil y Perú.

## Taxonomía
Zygia coccinea fue descrita por (G.Don) L.Rico y publicado en Kew Bulletin 46(3): 496. 1991.
Variedades
- Zygia coccinea var. coccinea (G.Don) L.Rico
- Zygia coccinea var. macrophylla (Benth.) Barneby & J.W.Grimes
- Zygia coccinea var. oriunda (J.F.Macbr.) Barneby & J.W.Grim

Sinonimia
- Feuilleea coccinea (G. Don) Kuntze
- Pithecellobium macrophyllum Spruce ex Benth.
- Pithecellobium solomonii C. Barbosa
- Punjuba dependens (Rusby) Killip[2]